# Rover serie 800
La serie 800 è un'autovettura prodotta dal Gruppo Austin Rover e commercializzata col marchio Rover tra il 1986 ed il 1999.

## La nascita
Era destinata a prendere il posto nella gamma della casa dell'ammiraglia SD1, venne sviluppata in joint-venture con Honda.

Basata sulla meccanica della Legend e dotata di carrozzeria ed interni autonomi, la 800 esordì nel 1986 con 2 propulsori: un 4 cilindri in linea bialbero 16 valvole di 1994 cm³ Rover (O Series) ed un V6 24 valvole (bialbero per bancata) Honda di 2494 cm³, entrambi alimentati a iniezione elettronica. Il primo erogava 138 CV, il secondo 170.

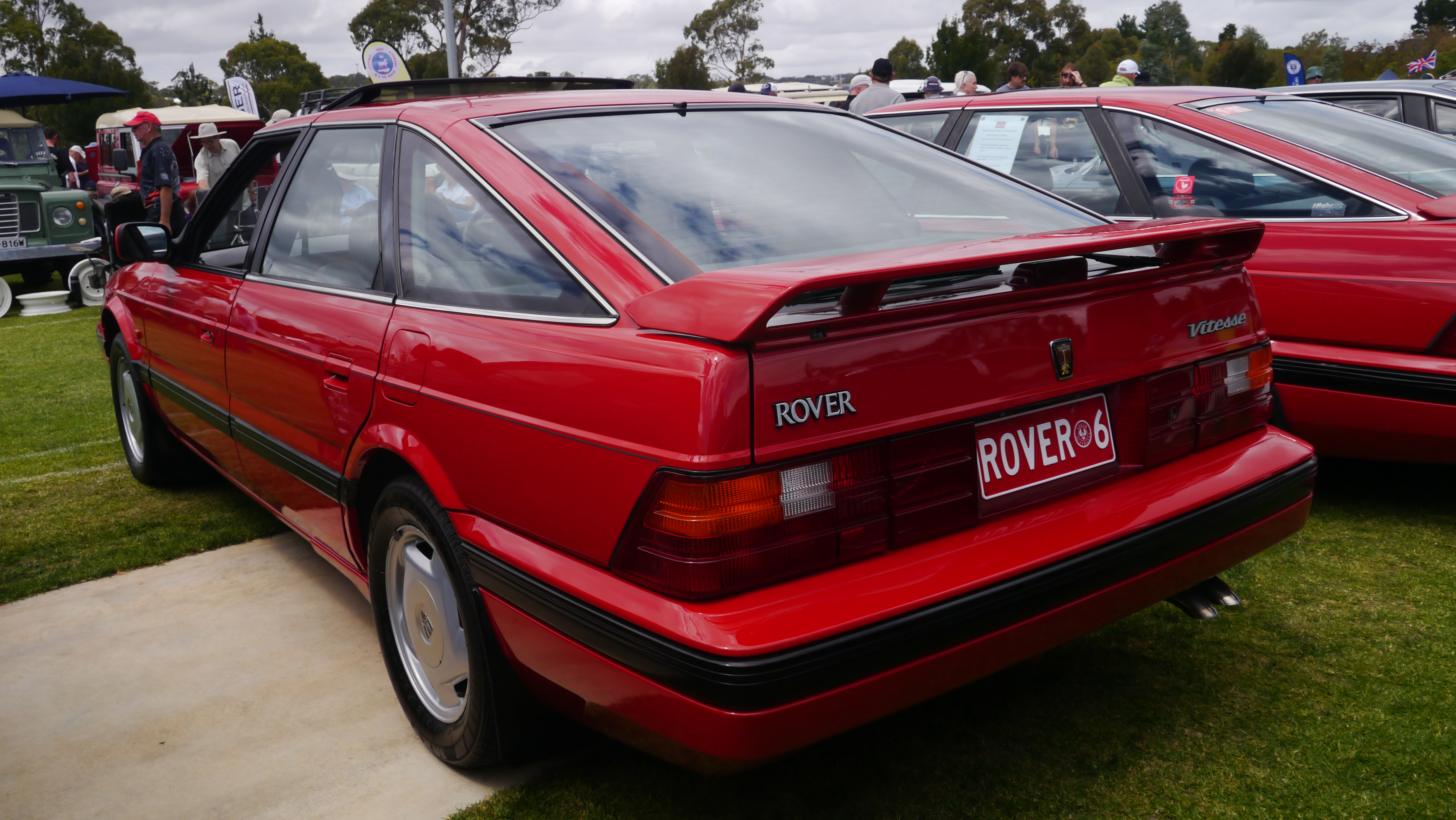
La 827 Vitesse

Il resto della meccanica era comune a quella della Honda Legend e prevedeva trazione anteriore, sospensioni a ruote indipendenti sia davanti che dietro, 4 freni a disco con ABS e cambio manuale a 5 rapporti o automatico a 4.
L'unica carrozzeria disponibile al momento dell'esordio era quella di berlina a 3 volumi e a 4 porte disegnata autonomamente in Inghilterra. La gamma per l'Italia prevedeva esclusivamente le versioni 820Si (2 litri) e 825Si V6 (2,5 litri) ossia quelle dotate dell'allestimento più curato e completo (le finiture rispecchiavano una certa tradizione inglese, con inserti in legno di noce e rivestimenti in velluto di York). Nel 1988, per accontentare i nostalgici delle SD1, la Rover presentò la 827i Vitesse dotata di carrozzeria fastback, allestimento sportivo e motore V6 Honda maggiorato a 2675 cm³ (179 cv). Su alcuni mercati venne offerta anche una 820i Vitesse.
Contemporaneamente le versioni a tre volumi adottarono il nome di Sterling ed il motore V6 di 2,7 litri (accanto al 2 litri).
La gamma '88 per l'Italia prevedeva le seguenti varianti:
- 820i 4p Sterling
- 827i V6 4p Sterling
- 820i 5p Vitesse
- 827i V6 5p Vitesse

## La seconda serie
Nel 1991 subì un sostanzioso restyling (della versione originaria venne conservato il tetto, il parabrezza e la struttura interna della vettura) che generò la seconda serie. Anche gli interni vennero completamente rivisti e nella mascherina anteriore cromata, negli interni ed in parecchi altri dettagli, venivano ripresi i classici stilemi del marchio.
La gamma dei motori venne aggiornata con l'introduzione di un nuovo 4 cilindri diesel sovralimentato di 2499 cm³ da 118 CV (prodotto dall'italiana VM Motori) e della variante turbocompressa del classico 4 cilindri 2 litri 16v.
Su alcuni mercati non vennero più esportate la variante fastback e la versione 2000 16v aspirata.
La Sterling aveva un allestimento particolarmente raffinato (sedili in pelle con cadenini in tinta contrastante, inserti in legno più estesi, climatizzatore automatico).
Nel 1992 la gamma venne completata dalla versione coupé, disponibile sia nella versione 820 Ti (1994 cm³ turbo con 200 CV) che nella variante 827i (2675 cm³ con 180 CV) e dalle versioni Luxury delle berline 820 Ti e 825 SD Turbo.
Sia le coupé che le Luxury avevano lo stesso allestimento della Sterling.
La gamma del 1992 era composta da:
- 820 Ti
- 820 Ti Lusso
- 827i Sterling
- 825 SD Turbodiesel
- 825 SD Turbodiesel Lusso
- 820 Ti Coupé
- 827i Coupé

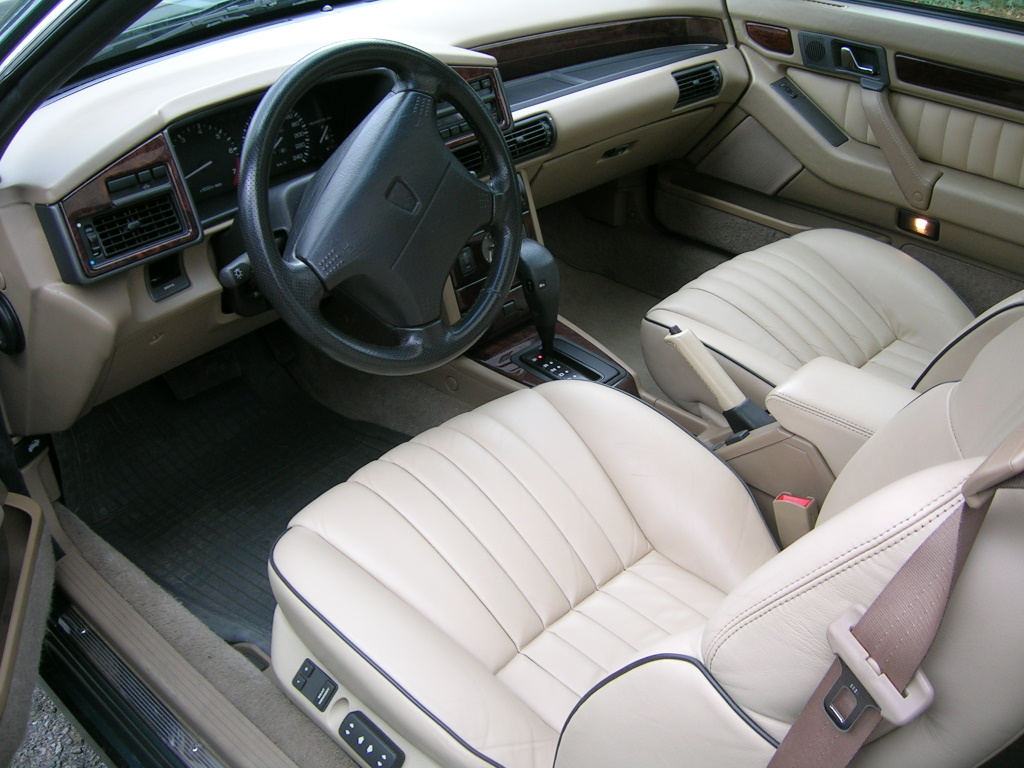
L'interno di una 827 coupé del 1995

Tutte le 800 uscirono di produzione nel 1999 ma rimasero in listino fino al 2000, rimpiazzate dalle 75.